# Kadua littoralis
Kadua littoralis là một loài thực vật có hoa trong họ Thiến thảo. Loài này được Hillebr. mô tả khoa học đầu tiên năm 1888.

## Hình ảnh

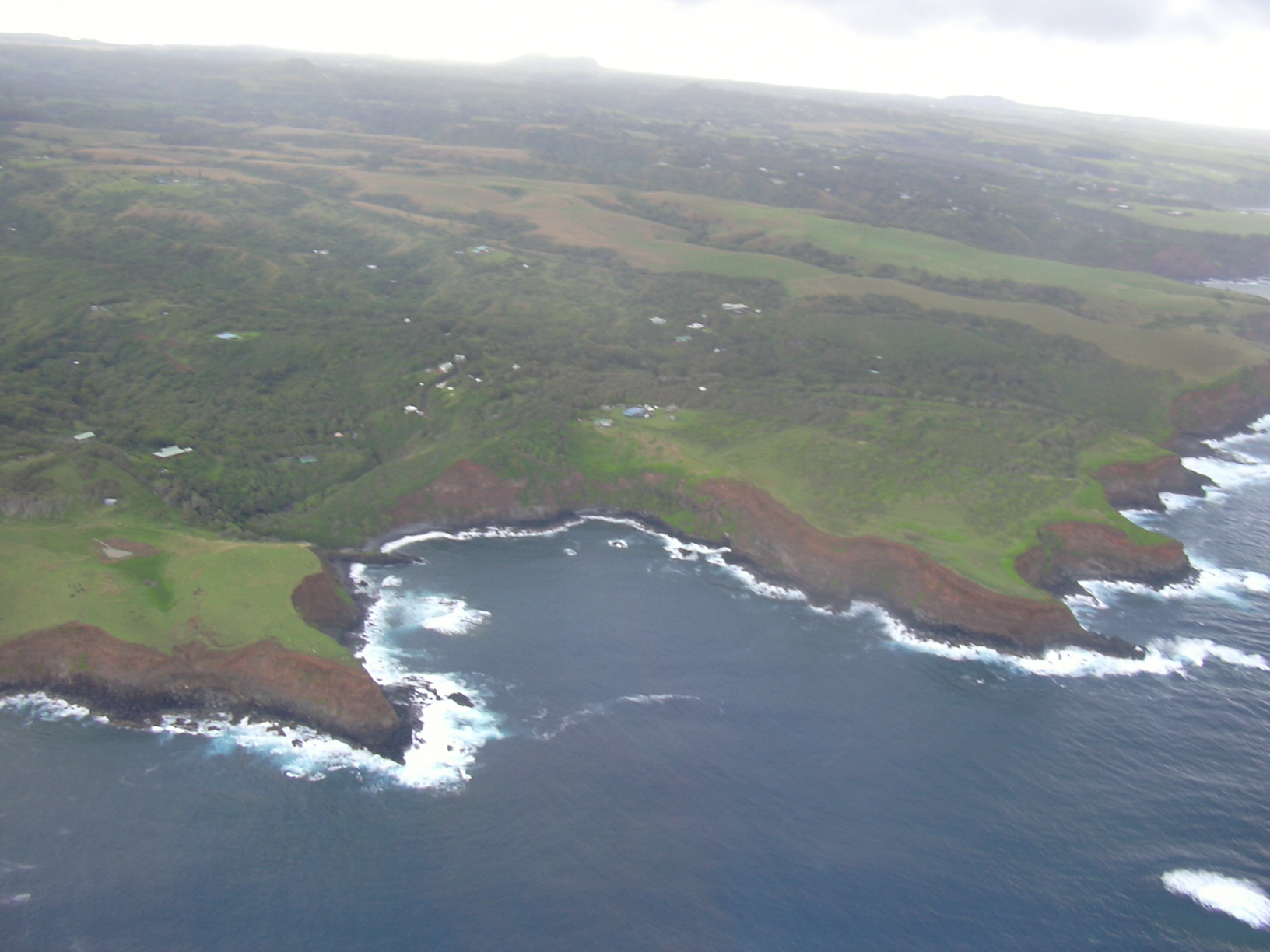
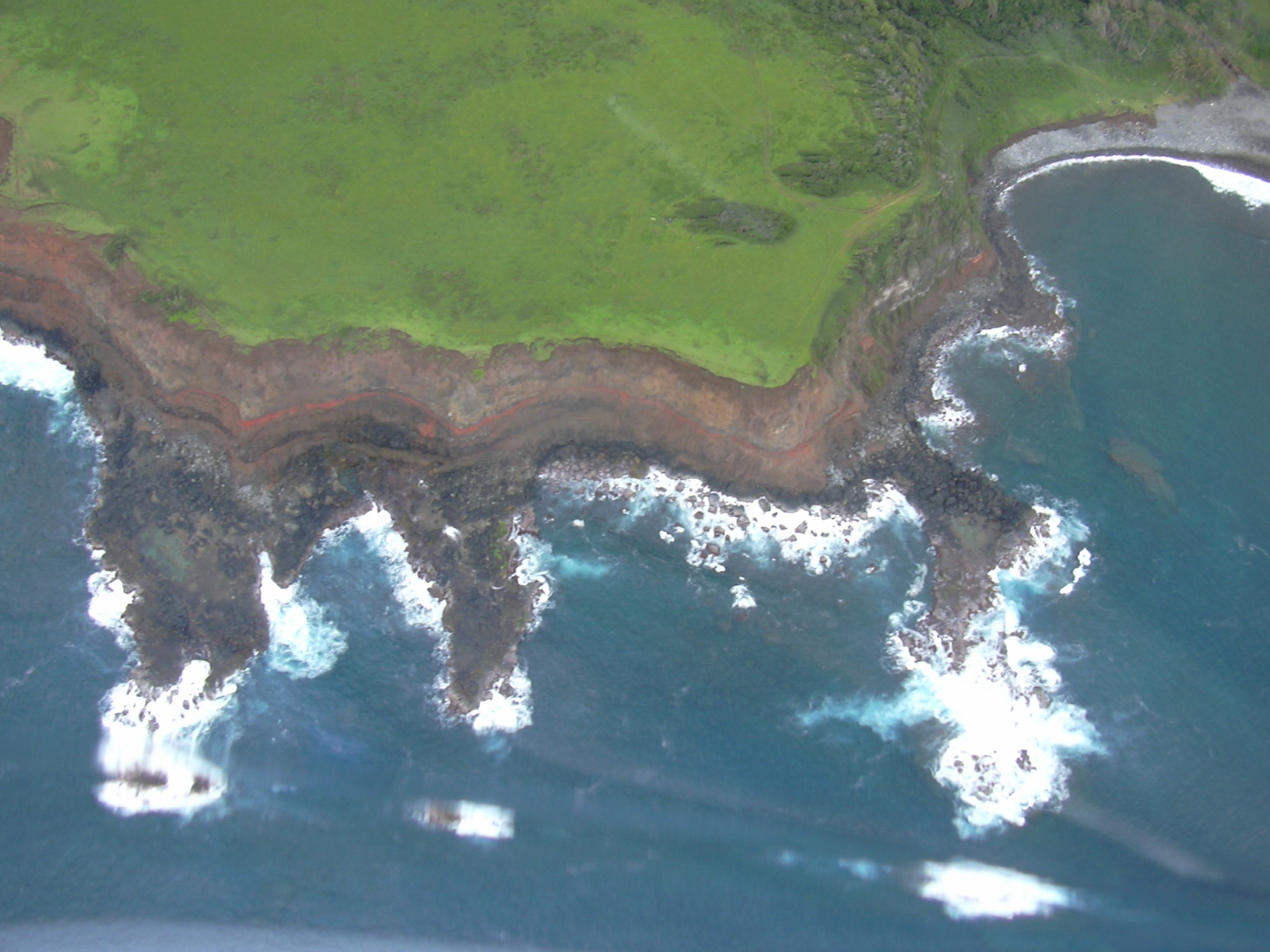
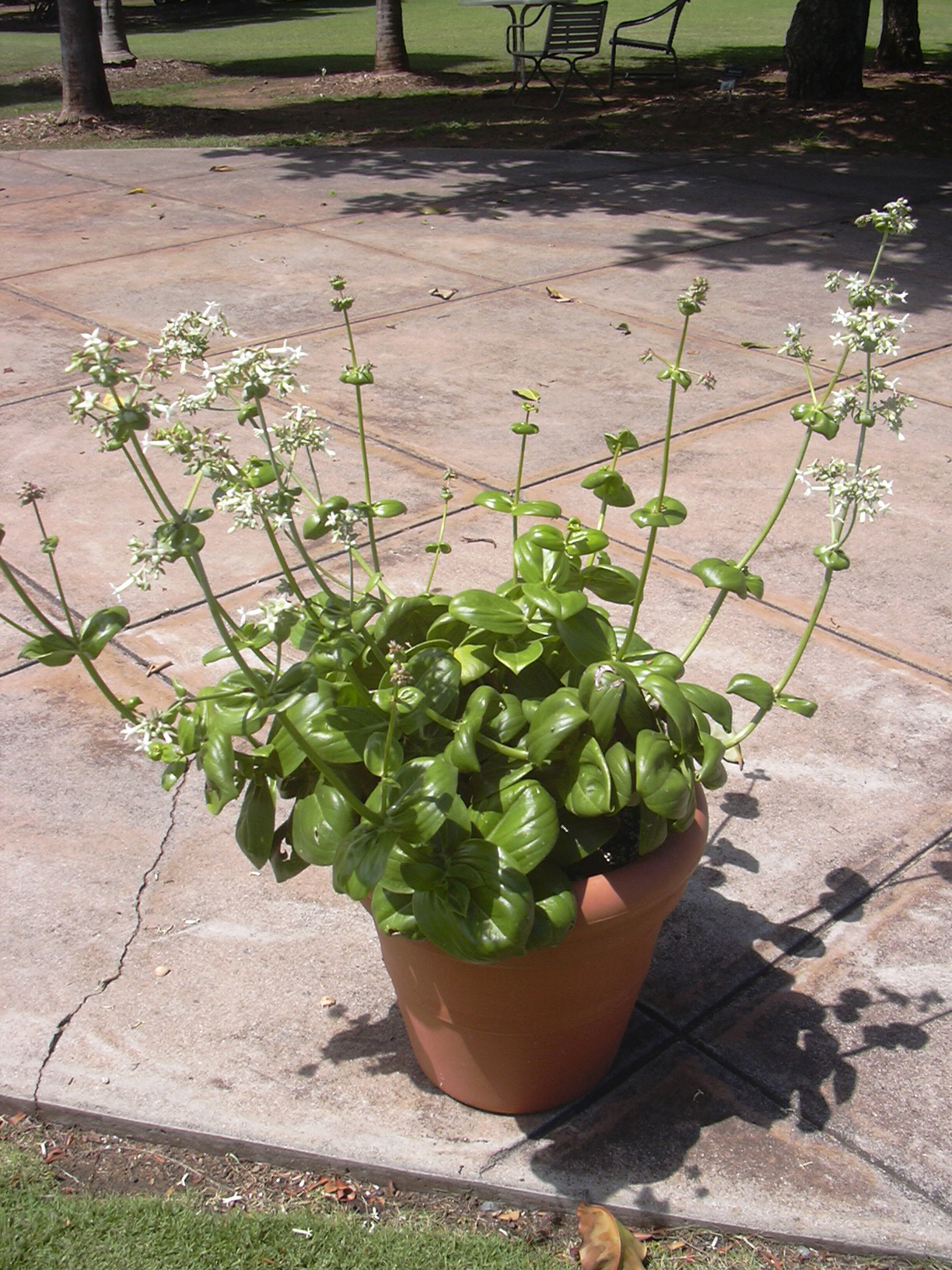
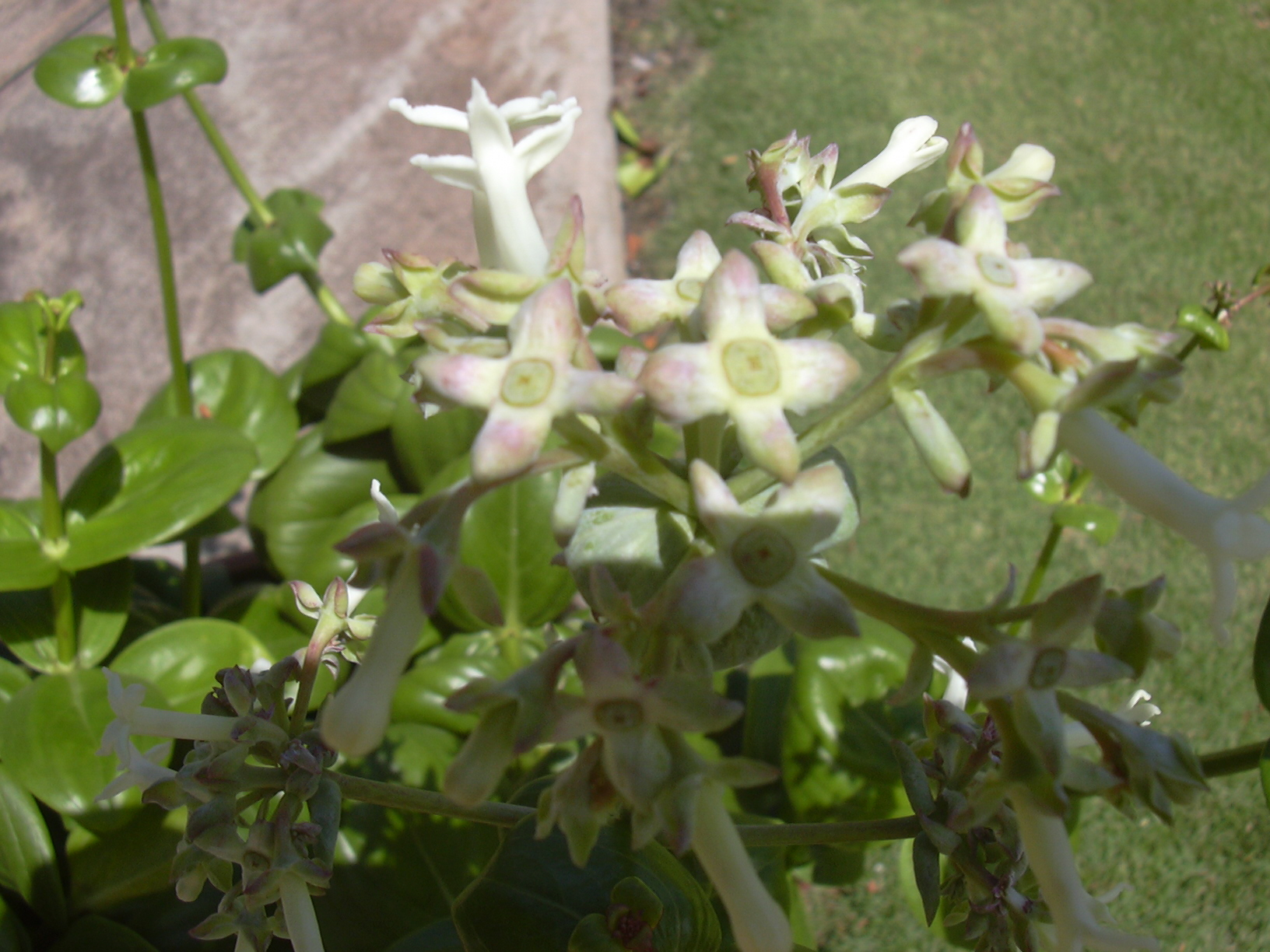